# Ratto di Polissena
Il Ratto di Polissena è una scultura di Pio Fedi collocata nella Loggia dei Lanzi a Firenze.

## Descrizione
Scolpita tra il 1855 e il 1865 dopo una lunga gestazione con studi e disegni (molti dei quali ancora conservati a Firenze e a Roma) è considerata il capolavoro dell'artista e una delle più significative opere della scultura ottocentesca italiana, tanto da meritarsi la prestigiosissima collocazione in piazza della Signoria a Firenze, unica opera moderna tra capolavori antichi e rinascimentali.
Il soggetto della scultura è Polissena, figlia minore di Priamo, rapita da Neottolemo per essere sacrificata in previsione della partenza delle navi greche per il ritorno dalla guerra di Troia. La violenza del rapimento è sottolineata dall'uccisione del fratello di Polissena Polite, caduto per difendere la sorella, e dal braccio alzato di Pirro con la spada impugnata che sta per vibrare il colpo per uccidere anche la madre di Polissena, Ecuba, che cerca di trattenerlo.
Per scolpirla il Fedi si ispirò a una statua di Lorenzo Bartolini (Pirro che getta Astianatte da una torre) e all'Ercole e Lica di Antonio Canova, ma anche al vicino Patroclo e Menelao di fattura romana, soprattutto nella fisionomia del protagonista.
La statua è caratterizzata dalla complessità del soggetto, trattato con un'azione quasi teatrale, rappresentata dal gesto del braccio di Pirro che alza la spada.

## Altre immagini

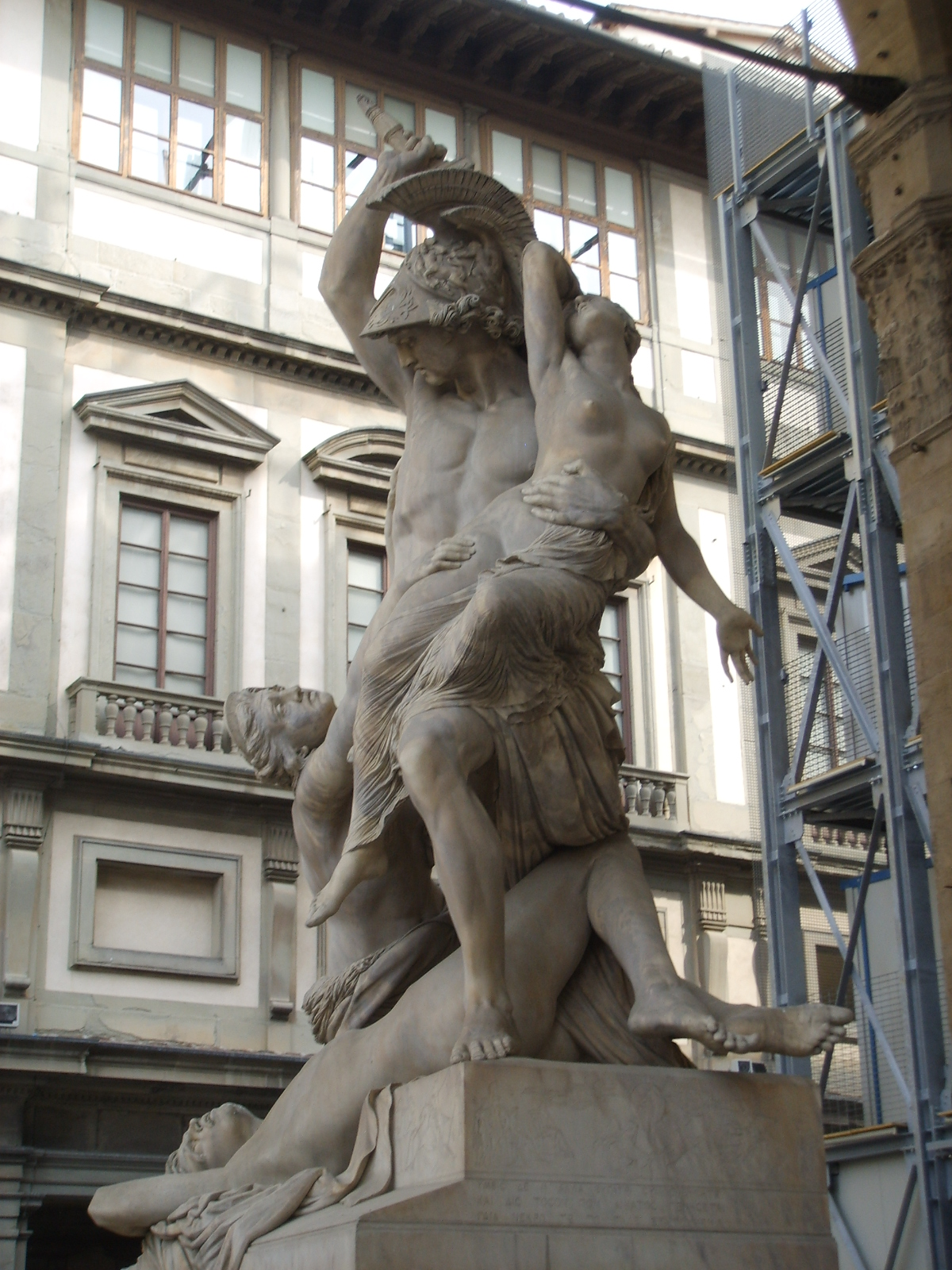
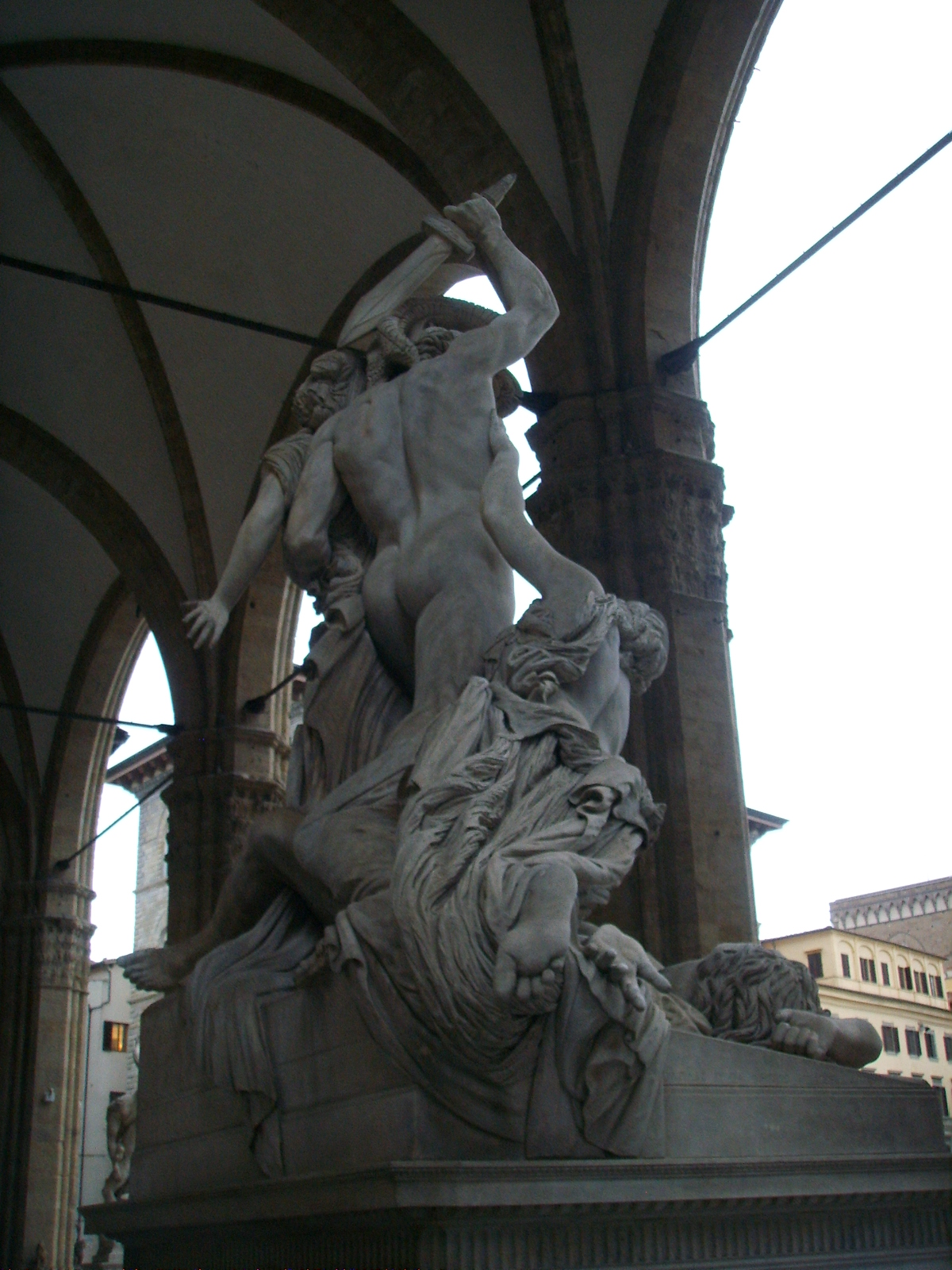
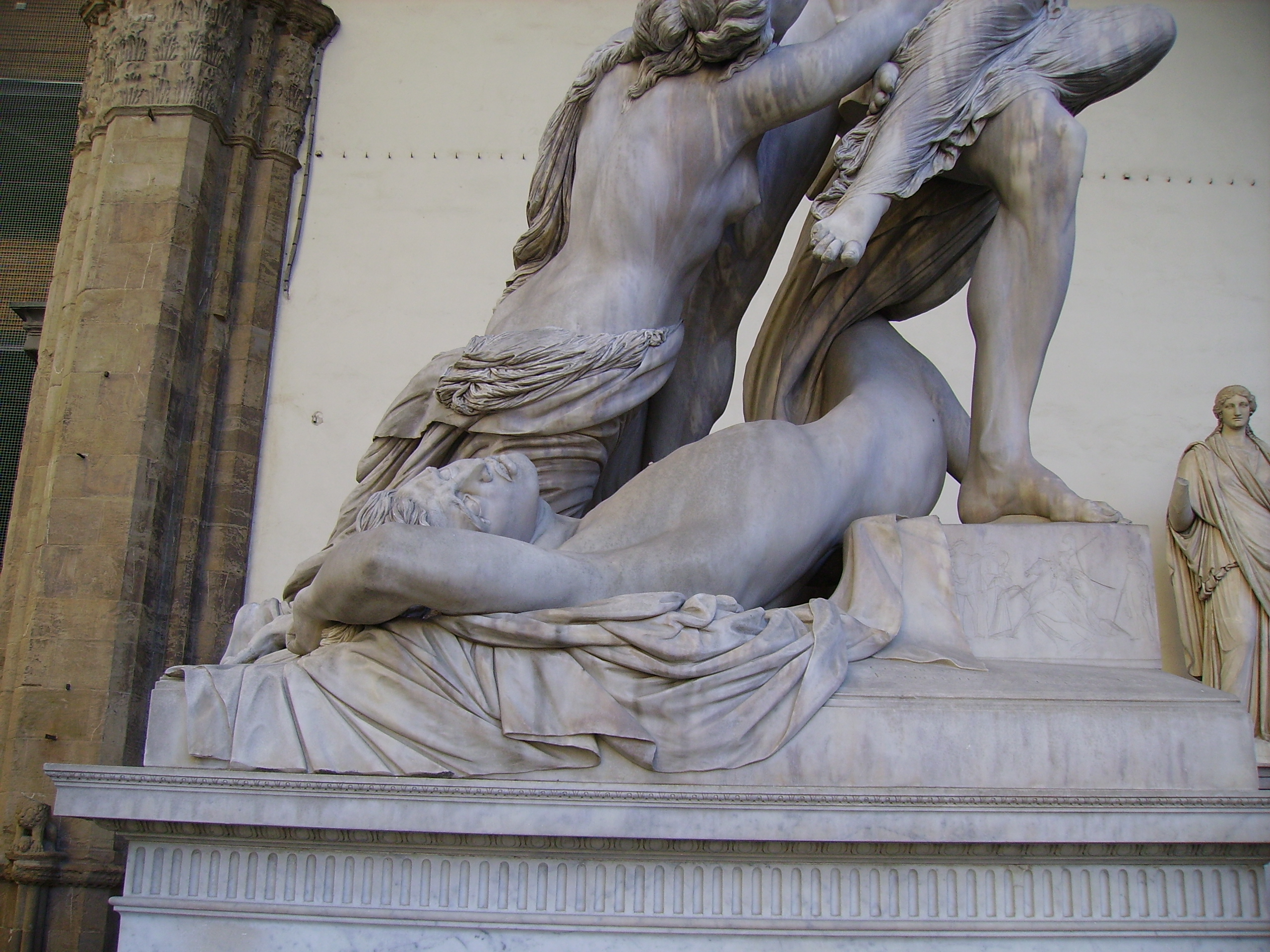
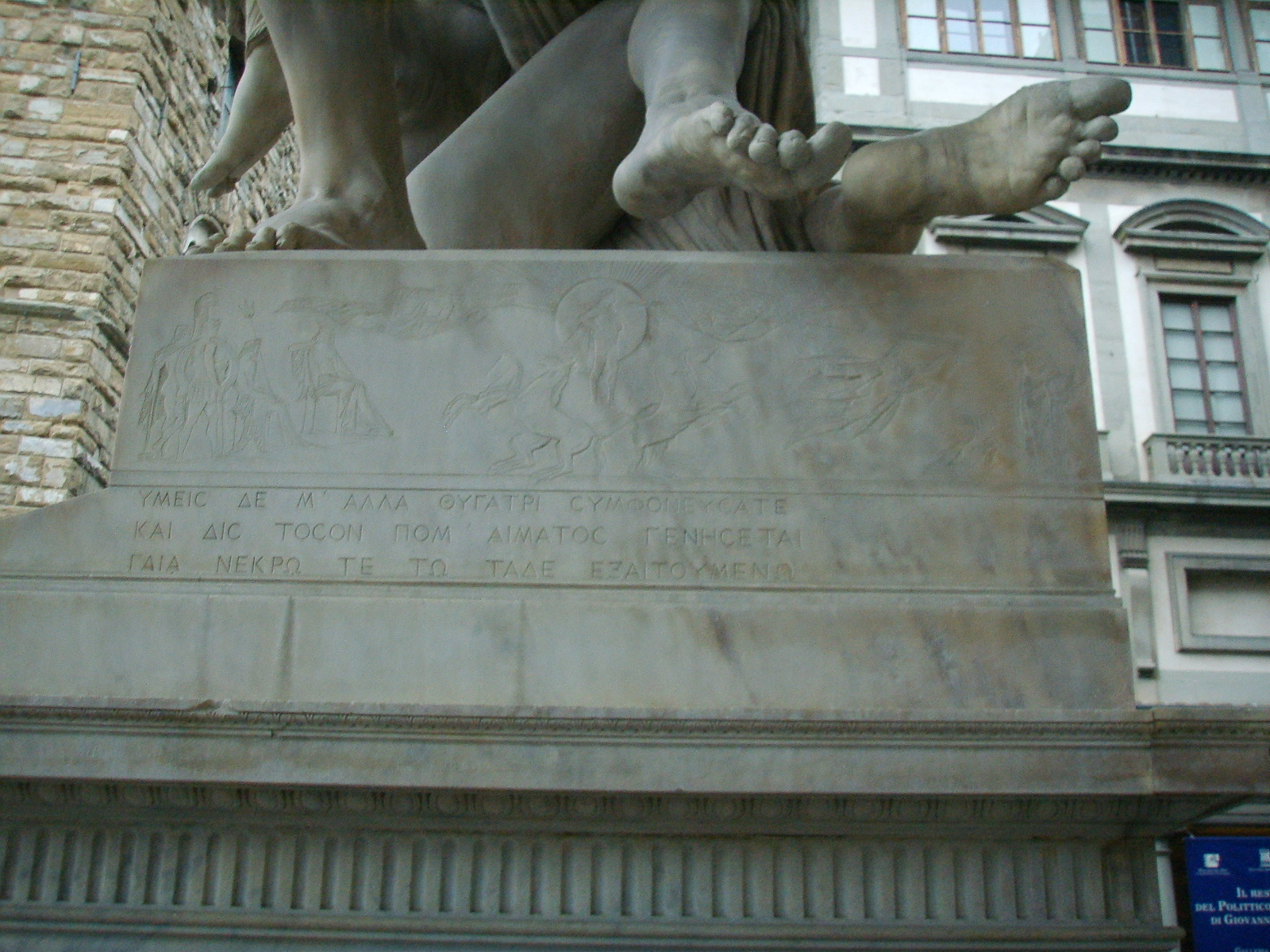
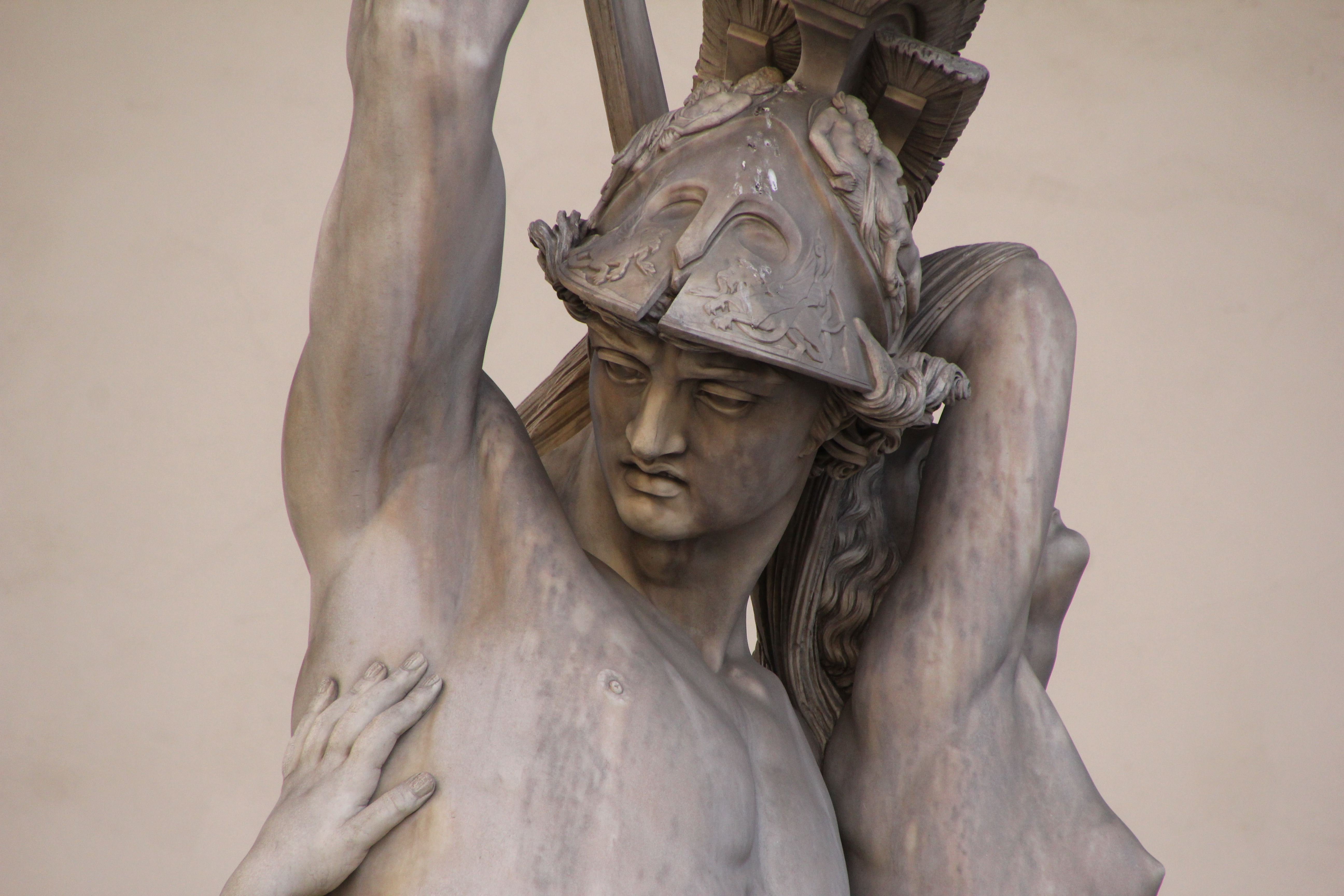
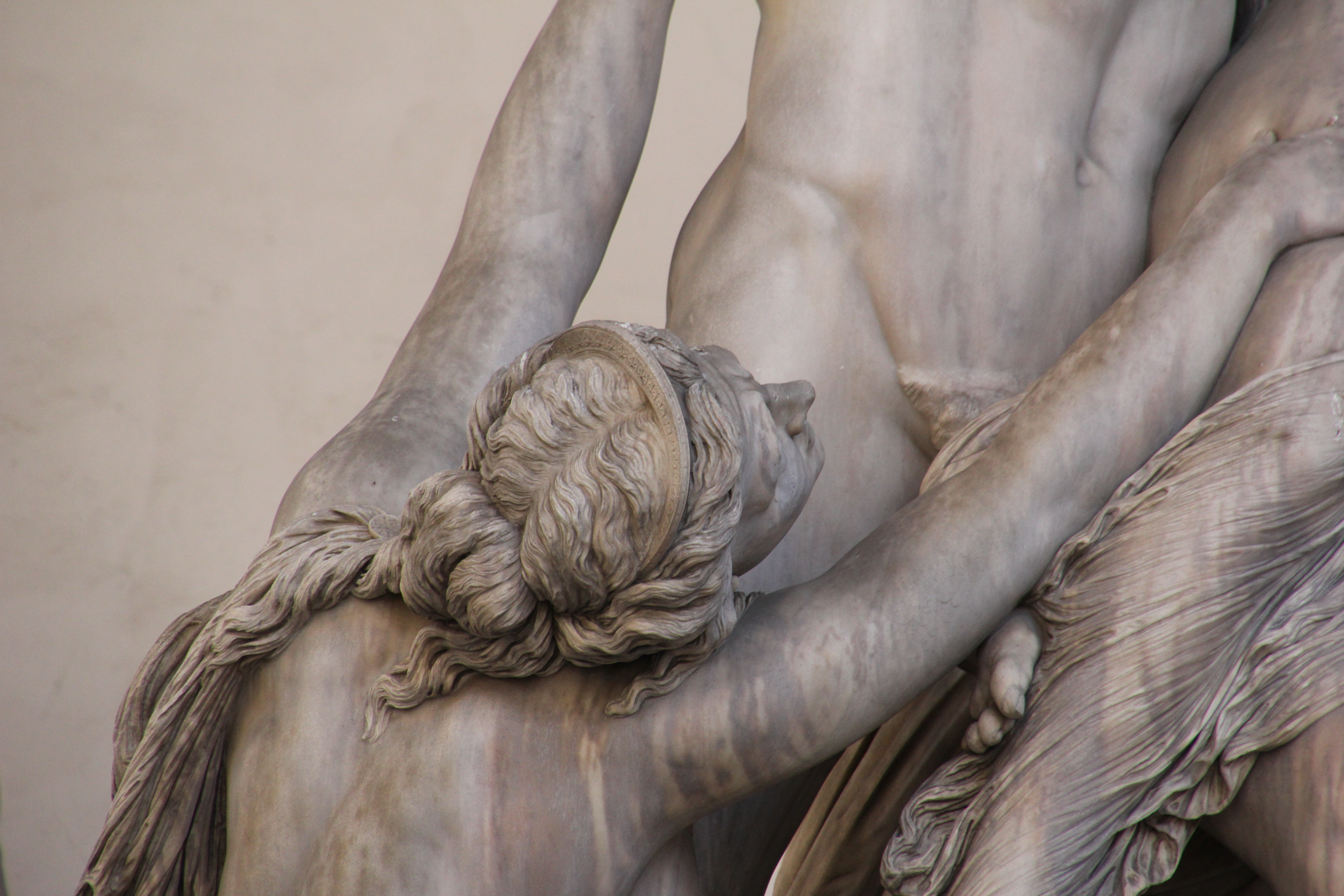